# Paris-Troyes 2016
La 58e édition de Paris-Troyes a eu lieu le 13 mars 2016. La course fait partie du calendrier UCI Europe Tour 2016 en catégorie 1.2.
L'épreuve a été remportée lors d'un sprint d'une trentaine de coureurs par le Français Rudy Barbier (Roubaix Métropole européenne de Lille) respectivement devant le Belge Baptiste Planckaert (Wallonie Bruxelles-Group Protect) et son frère Pierre Barbier (VC Rouen 76).

## Présentation

### Équipes
Classé en catégorie 1.2 de l'UCI Europe Tour, Paris-Troyes est par conséquent ouvert aux équipes continentales professionnelles françaises, aux équipes continentales professionnelles étrangères dans la limite de deux, aux équipes continentales, aux équipes nationales et aux équipes régionales et de clubs.
Vingt-quatre équipes participent à ce Paris-Troyes - trois équipes continentales professionnelles, huit équipes continentales et treize équipes régionales et de clubs :
| Équipes continentales professionnelles | Équipes continentales professionnelles | Équipes continentales professionnelles |
| Nom de l'équipe                        | Pays                                   | Code                                   |
| -------------------------------------- | -------------------------------------- | -------------------------------------- |
| Delko-Marseille Provence-KTM           | France                                 | DMP                                    |
| Fortuneo-Vital Concept                 | France                                 | FVC                                    |
| Roth                                   | Suisse                                 | ROT                                    |

| Équipes continentales                 | Équipes continentales | Équipes continentales |
| Nom de l'équipe                       | Pays                  | Code                  |
| ------------------------------------- | --------------------- | --------------------- |
| Armée de Terre                        | France                | ADT                   |
| Euskadi Basque Country-Murias         | Espagne               | EUS                   |
| HP BTP-Auber 93                       | France                | AUB                   |
| Joker                                 | Norvège               | TJO                   |
| Kuota-Lotto                           | Allemagne             | TKG                   |
| Roubaix Métropole européenne de Lille | France                | RML                   |
| Sparebanken Sør                       | Norvège               | TSS                   |
| Wallonie Bruxelles-Group Protect      | Belgique              | WBC                   |

| Équipes régionales et de clubs   | Équipes régionales et de clubs | Équipes régionales et de clubs |
| Nom de l'équipe                  | Pays                           | Code                           |
| -------------------------------- | ------------------------------ | ------------------------------ |
| Bourg-en-Bresse Ain              | France                         | -                              |
| CC Étupes                        | France                         | -                              |
| CC Nogent-sur-Oise               | France                         | -                              |
| CC Villeneuve Saint-Germain      | France                         | -                              |
| CR4C Roanne                      | France                         | -                              |
| EFC-Etixx                        | Belgique                       | -                              |
| Guidon chalettois                | France                         | -                              |
| Rémy Meder Haguenau              | France                         | -                              |
| SCO Dijon                        | France                         | -                              |
| UV Aube-Club Champagne Charlott' | France                         | -                              |
| VC Rouen 76                      | France                         | -                              |
| VC Toucy                         | France                         | -                              |
| VC Villefranche Beaujolais       | France                         | -                              |

## Classements

### Classement final
| Classement final | Classement final    | Classement final | Classement final                      | Classement final   |
|                  | Coureur             | Pays             | Équipe                                | Temps              |
| ---------------- | ------------------- | ---------------- | ------------------------------------- | ------------------ |
| 1er              | Rudy Barbier        | France           | Roubaix Métropole européenne de Lille | en 4 h 18 min 15 s |
| 2e               | Baptiste Planckaert | Belgique         | Wallonie Bruxelles-Group Protect      | m.t                |
| 3e               | Pierre Barbier      | France           | VC Rouen 76                           | m.t                |
| 4e               | Félix Pouilly       | France           | Roubaix Métropole européenne de Lille | m.t                |
| 5e               | Alexis Bodiot       | France           | Armée de Terre                        | m.t                |
| 6e               | Romain Feillu       | France           | HP BTP-Auber 93                       | m.t                |
| 7e               | Christophe Noppe    | Belgique         | EFC-Etixx                             | m.t                |
| 8e               | Corentin Ermenault  | France           | CC Nogent-sur-Oise                    | m.t                |
| 9e               | Aritz Bagües        | Espagne          | Euskadi Basque Country-Murias         | m.t                |
| 10e              | Julien Stassen      | Belgique         | Wallonie Bruxelles-Group Protect      | m.t                |
| modifier         |                     |                  |                                       |                    |

### UCI Europe Tour
Ce Paris-Troyes attribue des points pour l'UCI Europe Tour 2016, par équipes seulement aux coureurs des équipes continentales professionnelles et continentales, individuellement à tous les coureurs sauf ceux faisant partie d'une équipe ayant un label WorldTeam.
| Position           | 1er | 2e | 3e | 4e | 5e | 6e | 7e | 8e à 10e |
| Classement général | 40  | 30 | 25 | 20 | 15 | 10 | 5  | 3        |

## Liste des participants
- Liste de départ complète